# 13930 Tashko
13930 Tashko este un asteroid din centura principală de asteroizi.

## Descriere
13930 Tashko este un asteroid din centura principală de asteroizi. A fost descoperit pe 12 septembrie 1988 la Smolyan de Violeta G. Ivanova. Asteroidul prezintă o orbită caracterizată de o semiaxă mare de 2,23 ua, o excentricitate de 0,18 și o înclinație de 4,9° în raport cu ecliptica.